# Cepora abnormis
Cepora abnormis är en fjärilsart som först beskrevs av Wallace 1867.  Cepora abnormis ingår i släktet Cepora och familjen vitfjärilar. Inga underarter finns listade i Catalogue of Life.